# Notazione di Wythoff

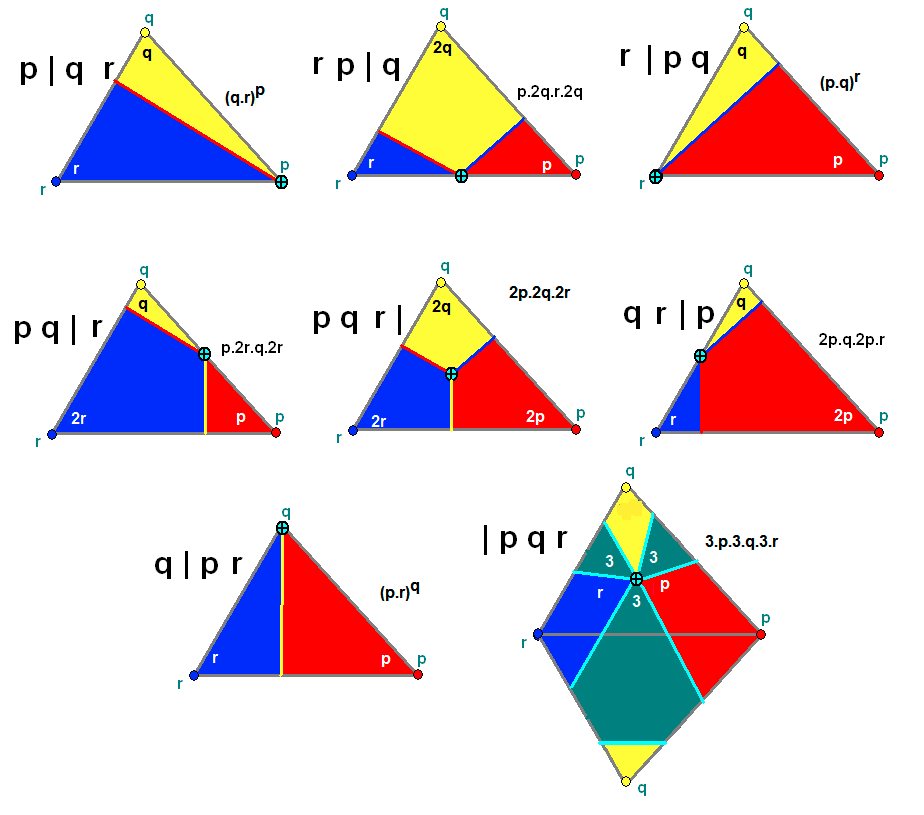
Le diverse posizioni del punto generatore in una costruzione di Wythoff, indicato come ꚛ, all'interno del triangolo sferico "pqr" circoscritto da tre specchi immaginari.

In geometria, la notazione di Wythoff è una sequenza di numeri e simboli utilizzata per rappresentare la costruzione di Wythoff di un poliedro uniforme o di una tassellatura del piano a partire da un triangolo di Schwarz. Introdotta per la prima volta da Coxeter, Longuet-Higgins e Miller nella loro enumerazione dei poliedri uniformi, la notazione di Wythoff è stata poi seguita dai diagrammi di Coxeter, sviluppati per contrassegnare i politopi e le tassellature dello spazio uniformi in uno spazio n-dimensionale realizzati a partire da un simplesso basilare.
In particolare la notazione di Wythoff è formata da 3 numeri e una barra verticale e sia diversi poliedri uniformi che diverse tassellature possono essere rappresentati da più di una di tali sequenze, questo in virtù del fatto che gli angoli del triangolo di Schwarz su cui è basata la costruzione di tali poliedri possono avere diversi valori. Ad esempio, con la notazione di Wythoff, un cubo può essere rappresentato come 3 | 2 4, se costruito a partire da un punto sul vertice P di un triangolo sferico PQR aventi angoli interni di ampiezza π/3, π/2 e π/4; come 2 4 | 2, se costruito a partire da un punto situato lungo il lato PQ e di fronte al vertice "R" di un triangolo sferico con angoli interni di ampiezza π/2, π/4 e π/2; e infine come 2 2 2 |, se costruito a partire da un punto posto nell'incentro di un triangolo sferico con angoli interni di ampiezza π/2, π/2 e π/2.
Con una piccola estensione, la notazione di Wythoff può essere applicata a tutti i poliedri uniformi, tuttavia le varie costruzioni wythoffiane non conducono alla realizzazione di tutte le possibili tassellature uniformi né dello spazio euclideo né di quello iperbolico.

## Descrizione
La costruzione di Wythoff inizia a partire dalla scelta di un punto generatore su un triangolo di Schwarz. Se la distanza di questo punto da almeno uno dei lati non è zero, allora il punto deve essere scelto così da essere nell'incentro del triangolo; a questo punto si traccia una linea perpendicolare tra il punto generatore e ogni lato su cui esso non giace.
I tre numeri presenti nella notazione, p, q ed r, rappresentano gli angoli del triangolo di Schwarz usato nella costruzione, aventi ampiezza di π⁄p, π⁄q e π⁄r radianti respettivamente. La barra verticale specifica invece come segue la posizione del punto generatore all'interno del triangolo di partenza:
- p | q r indica che il generatore giace sul vertice p,
- p q | r indica che il generatore giace sul lato tra i vertici p e q,
- p q r | indica che il generatore giace sul nell'incentro del triangolo.

In tale notazione gli specchi immaginari posti sui tre lati del triangolo sono indicati secondo l'ordine di riflessione del vertice opposto, così, i valori p, q ed r sono elencati prima della barra verticale se lo specchio corrispondente è attivo.
Un caso speciale è quello della notazione "| p q r", la quale indica il caso in cui tutti gli specchi sono attivi ma le immagini utilizzate per la costruzione del poliedro sono quelle frutto di riflessioni pari. Il risultato è tra l'altro che la figura costruita ha, in questo caso, solo una simmetria di tipo rotazionale.
La notazione di Wythoff è funzionalmente simile al più generico diagramma di Coxeter-Dynkin, in cui ogni nodo rappresenta uno specchio e gli archi tra i nodi, corredati da numeri, rappresentano gli angoli tra gli specchi, tranne nel caso in cui l'angolo sia retto, caso in cui l'arco viene omesso, e in cui un cerchietto viene posto attorno a uno dei nordi se il punto generatore non è sullo specchio.

## Esempi di tassellature sferiche, euclidee e iperboliche a partire da un triangolo rettangolo sferico
I triangoli fondamentali sono disegnati in colori alternati come immagini speculari. La sequenza di triangoli (p 3 2) cambia a seconda che si consideri una superficie sferica (p = 3, 4, 5), euclidea (p = 6) o iperbolica (p ≥ 7). Le tassellature iperboliche sono mostrate che proiezione su un disco di Poincaré.
| Notazione di Wythoff        | q \| p 2       | 2 q \| p         | 2 \| p q          | 2 p \| q         | p \| q 2            | p q \| 2         | p q 2 \|           | \| p q 2           |
| Diagramma di Coxeter-Dynkin |                |                  |                   |                  |                     |                  |                    |                    |
| Incidenza dei vertici       | pq             | q.2p.2p          | p.q.p.q           | p.2q.2q          | qp                  | p.4.q.4          | 4.2p.2q            | 3.3.p.3.q          |
| Triangoli fondamentali      | Forma regolare | Forma troncata   | Forma rettificata | Forma bitroncata | Forma birettificata | Forma smussata   | Forma omnitroncata | Forma camusa       |
| --------------------------- | -------------- | ---------------- | ----------------- | ---------------- | ------------------- | ---------------- | ------------------ | ------------------ |
| (4 3 2)                     | 3 \| 4 2 43    | 2 3 \| 4 3.8.8   | 2 \| 4 3 3.4.3.4  | 2 4 \| 3 4.6.6   | 4 \| 3 2 34         | 4 3 \| 2 3.4.4.4 | 4 3 2 \| 4.6.8     | \| 4 3 2 3.3.3.3.4 |
| (5 3 2)                     | 3 \| 5 2 53    | 2 3 \| 5 3.10.10 | 2 \| 5 3 3.5.3.5  | 2 5 \| 3 5.6.6   | 5 \| 3 2 35         | 5 3 \| 2 3.4.5.4 | 5 3 2 \| 4.6.10    | \| 5 3 2 3.3.3.3.5 |
| (6 3 2)                     | 3 \| 6 2 63    | 2 3 \| 6 3.12.12 | 2 \| 6 3 3.6.3.6  | 2 6 \| 3 6.6.6   | 6 \| 3 2 36         | 6 3 \| 2 3.4.6.4 | 6 3 2 \| 4.6.12    | \| 6 3 2 3.3.3.3.6 |
| (7 3 2)                     | 3 \| 7 2 73    | 2 3 \| 7 3.14.14 | 2 \| 7 3 3.7.3.7  | 2 7 \| 3 7.6.6   | 7 \| 3 2 37         | 7 3 \| 2 3.4.7.4 | 7 3 2 \| 4.6.14    | \| 7 3 2 3.3.3.3.7 |
| (8 3 2)                     | 3 \| 8 2 83    | 2 3 \| 8 3.16.16 | 2 \| 8 3 3.8.3.8  | 2 8 \| 3 8.6.6   | 8 \| 3 2 38         | 8 3 \| 2 3.4.8.4 | 8 3 2 \| 4.6.16    | \| 8 3 2 3.3.3.3.8 |
| (∞ 3 2)                     | 3 \| ∞ 2 ∞3    | 2 3 \| ∞ 3.∞.∞   | 2 \| ∞ 3 3.∞.3.∞  | 2 ∞ \| 3 ∞.6.6   | ∞ \| 3 2 3∞         | ∞ 3 \| 2 3.4.∞.4 | ∞ 3 2 \| 4.6.∞     | \| ∞ 3 2 3.3.3.3.∞ |